# Brenessa Thompson
Brenessa Thompson (* 22. Juli 1996 in New York City, Vereinigte Staaten) ist eine guyanische Leichtathletin, die sich auf den Sprint spezialisiert hat.

## Sportliche Laufbahn
Erste Erfahrungen bei internationalen Meisterschaften sammelte Brenessa Thompson bei den CARIFTA-Games 2014 in Fort-de-France, bei denen sie in 11,61 s den sechsten Platz im 100-Meter-Lauf in der U20-Altersklasse belegte und auch über 200 Meter nach 24,33 s auf Rang sechs gelangte. Anschließend gelangte sie bei den Juniorenweltmeisterschaften in Eugene über 100 Meter bis ins Halbfinale und schied dort mit 11,71 s aus, während sie im 200-Meter-Lauf mit 24,61 s nicht über die erste Runde hinauskam. Im Jahr darauf kam sie bei den CARIFTA-Games in Basseterre über 100 Meter nicht ins Ziel und schied anschließend bei den Panamerikanischen Juniorenspielen im kanadischen Edmonton mit 24,31 s im Vorlauf über 200 Meter aus. Im Herbst begann sie ein Studium an der Texas A&M University und stellte 2016 in Leonora mit 11,14 s einen neuen Landesrekord über 100 Meter auf und qualifizierte sich damit für die Olympischen Sommerspiele in Rio de Janeiro und schied dort mit 11,72 s in der Vorrunde aus. Sie trat auch im 200-Meter-Lauf an, kam aber auch dort mit 23,65 s nicht über den Vorlauf hinaus. Im Jahr darauf steigerte sie den Landesrekord über 200 Meter auf 22,94 s und 2019 startete sie bei den Panamerikanischen Spielen in Lima und schied dort mit 11,96 s und 24,20 s jeweils in der ersten Runde über 100 und 200 Meter aus.

## Persönliche Bestzeiten
- 100 Meter: 11,14 s (+1,8 m/s), 18. Juni 2016 in Leonora (guyanischer Rekord)
  - 55 Meter (Halle): 6,93 s, 3. März 2015 in New York City (südamerikanische U20-Bestleistung)
  - 60 Meter (Halle): 7,37 s, 24. Februar 2017 in Nashville
- 150 Meter (Halle): 17,80 s (−1,2 m/s), 23. Juli 2020 in Prairie View (guyanische Bestleistung)
- 200 Meter: 22,94 s (+1,1 m/s), 11. Mai 2017 in Columbia (guyanischer Rekord)
  - 200 Meter (Halle): 23,02 s, 26. Januar 2019 in Lubbock (Südamerikarekord)